# Coppock (Iowa)
Coppock es una ciudad situada entre los condados de Washington, Henry y Jefferson, en el estado de Iowa, Estados Unidos. Según el censo de 2010 tenía una población de 47 habitantes.

## Geografía
Según la Oficina del Censo de los Estados Unidos, la localidad tiene un área total de 0,63 km², de los cuales 0,6 km² corresponden a tierra firme. y el restante 0,03 km² a agua, que representa el 4,76% de la superficie total de la localidad.

## Demografía
Según el censo de 2010, había 47 personas residiendo en la localidad. La densidad de población era de 74,6 hab./km². Había 19 viviendas con una densidad media de 30,16 viviendas/km². El 93,62% de los habitantes eran blancos y el 6,38% pertenecía a dos o más razas. 